# Stefano Valtulini
Stefano Valtulini (Calcinate, 5 luglio 1996) è un pilota motociclistico italiano.

## Carriera
Valtulini inizia la sua carriera agonistica nel 2006 con le minimoto, correndo fino al 2008 con questo tipo di motociclette a livello giovanile, sia nel campionato italiano ma anche in quello europeo. Nel 2009 passa a correre con le MiniGP, sempre nei campionati italiano ed europeo, continuando con tale tipologia di moto anche nel 2010.
Nel 2011 corre la Red Bull Rookies Cup, campionato che conclude in 11ª posizione con 78 punti, contemporaneamente prende parte anche al CIV nella classe 125, che conclude 12º con 33 punti. Nel 2012 si classifica al terzo posto nel campionato italiano nella classe Moto3 con 112 punti, realizzando nell'arco della stagione anche due piazzamenti a podio ed una pole come risultati di rilievo. Sempre nella stessa stagione fa l'esordio nel motomondiale, prendendo parte come wild card al GP di San Marino, gara che conclude al 24º posto.
Continua nel campionato italiano anche nel 2013, quando si posiziona quinto in campionato con 135 punti, vincendo anche una gara. Sempre nel campionato nazionale, termina sesto con 73 punti nel 2014, inoltre in questa annata è uno dei protagonisti di Motorhome - Piloti di famiglia, un docu-reality trasmesso da MTV.
Nel 2015 si sposta nel campionato spagnolo nella classe Moto3, correndo per il team SIC58 Squadra Corse e chiudendo ottavo con 81 punti. Torna a competere nel motomondiale nel 2016, questa volta da pilota titolare, correndo nella classe Moto3 con una Mahindra MGP3O del 3570 Team Italia; il compagno di squadra è Lorenzo Petrarca. Chiude la stagione al trentaquattresimo posto con tre punti all'attivo, totalizzati con il tredicesimo posto in Malesia. Nel 2017 corre nel campionato Italiano Velocità classe Supersport, chiudendo sesto, come nel 2018 quando vince tre Gran Premi e prende parte ad una gara nel mondiale Supersport correndo, in qualità di wild card il Gran Premio di Misano in sella ad una Kawasaki ZX-6R del team Pleo Racing. Nel 2019 disputa la terza stagione consecutiva nel CIV, sempre con Kawasaki, classificandosi all'ottavo posto.
Nel 2020 prosegue nel CIV Supersport con la Kawasaki del team Black Flag Motorsport, con cui si piazza terzo con 111 punti conquistati. Partecipa inoltre, in qualità di wild card, al Gran Premio di Aragona nel mondiale Supersport senza ottenere punti.
Prosegue la sua avventura nel CIV Supersport anche nel 2021, cambiando sia team che moto. Affianca Nicola Settimo in sella alla Yamaha YZF-R6 del Team Rosso Corsa. Conclude la stagione al nono posto in classifica. Nello stesso anno corre nella classe MotoE del motomondiale per il team SIC58 Squadra Corse in sostituzione di Mattia Casadei in Austria conquistando un punto.
Nel 2022 prende parte alla classe Next Generation del CIV Supersport. In sella ad una Yamaha YZF-R6 vince la gara inaugurale a Misano e totalizza 119 punti chiudendo al sesto posto. Nel 2023 gareggia nuovamente nel CIV Supersport: viene ingaggiato dal team RM Racing per guidare una Kawasaki ZX-6R. Ottiene una vittoria al Mugello e si classifica al settimo posto tra i piloti. In occasione del Gran Premio di Imola è chiamato a sostituire l'infortunato Yuta Okaya nel mondiale Supersport ottenendo un punto in gara uno. Nel 2024 continua a gareggiare nel CIV Supersport, in sella ad una YZF-R6 del team Promodriver Organization. Ottiene un podio e si classifica, miglior pilota Yamaha, al quinto posto.

## Risultati in gara

### Motomondiale

#### Moto3
| 2012 | Classe | Moto  |  |  |  |  |  |  |  |  |  |    |  |  |    |  |  |  |  |  | Punti | Pos. |
| ---- | ------ | ----- |  |  |  |  |  |  |  |  |  | -- |  |  | -- |  |  |  |  |  | ----- | ---- |
| 2012 | Moto3  | Honda |  |  |  |  |  |  |  |  |  | NE |  |  | 24 |  |  |  |  |  | 0     |      |

| 2016 | Classe | Moto     |    |    |     |    |    |    |     |    |    |    |     |     |    |     |     |     |    |    | Punti | Pos. |
| ---- | ------ | -------- | -- | -- | --- | -- | -- | -- | --- | -- | -- | -- | --- | --- | -- | --- | --- | --- | -- | -- | ----- | ---- |
| 2016 | Moto3  | Mahindra | 29 | 28 | Rit | NP | 22 | 24 | Rit | 18 | 20 | 28 | Rit | Rit | 26 | Rit | Rit | Rit | 13 | 31 | 3     | 34º  |

| Legenda | 1º posto        | 2º posto            | 3º posto            | A punti      | Senza punti        | Grassetto – Pole position Corsivo – Giro più veloce |
| Legenda | Gara non valida | Non qual./Non part. | Ritirato/Non class. | Squalificato | '-' Dato non disp. | Grassetto – Pole position Corsivo – Giro più veloce |

#### MotoE
| 2021 | Classe | Moto     |  |  |  |  |    |  |  |  | Punti | Pos. |
| ---- | ------ | -------- |  |  |  |  | -- |  |  |  | ----- | ---- |
| 2021 | MotoE  | Energica |  |  |  |  | 15 |  |  |  | 1     | 19º  |

| Legenda | 1º posto        | 2º posto            | 3º posto            | A punti      | Senza punti        | Grassetto – Pole position Corsivo – Giro più veloce |
| Legenda | Gara non valida | Non qual./Non part. | Ritirato/Non class. | Squalificato | '-' Dato non disp. | Grassetto – Pole position Corsivo – Giro più veloce |

### Campionato mondiale Supersport
| 2018 | Moto     |  |  |  |  |  |  |  |     |  |  |  |  |  |  |  |  |  |  |  |  |  |  |  |  | Punti | Pos. |
| ---- | -------- |  |  |  |  |  |  |  | --- |  |  |  |  |  |  |  |  |  |  |  |  |  |  |  |  | ----- | ---- |
| 2018 | Kawasaki |  |  |  |  |  |  |  | Rit |  |  |  |  |  |  |  |  |  |  |  |  |  |  |  |  | 0     |      |

| 2020 | Moto     |  |  |  |  |  |     |    |  |  |  |  |  |  |  |  |  |  |  |  |  |  |  |  |  | Punti | Pos. |
| ---- | -------- |  |  |  |  |  | --- | -- |  |  |  |  |  |  |  |  |  |  |  |  |  |  |  |  |  | ----- | ---- |
| 2020 | Kawasaki |  |  |  |  |  | Rit | 16 |  |  |  |  |  |  |  |  |  |  |  |  |  |  |  |  |  | 0     |      |

| 2023 | Moto     |  |  |  |  |  |  |  |  |  |  |  |  |    |     |  |  |  |  |  |  |  |  |  |  | Punti | Pos. |
| ---- | -------- |  |  |  |  |  |  |  |  |  |  |  |  | -- | --- |  |  |  |  |  |  |  |  |  |  | ----- | ---- |
| 2023 | Kawasaki |  |  |  |  |  |  |  |  |  |  |  |  | 15 | Rit |  |  |  |  |  |  |  |  |  |  | 1     | 44º  |

| Legenda | 1º posto        | 2º posto            | 3º posto           | A punti      | Senza punti        | Grassetto – Pole position Corsivo – Giro più veloce |
| Legenda | Gara non valida | Non qual./Non part. | Ritirato/Non class | Squalificato | '-' Dato non disp. | Grassetto – Pole position Corsivo – Giro più veloce |